# Бішопс Стортфорд (футбольний клуб)
ФК «Бішопс Стортфорд» (англ. Bishop's Stortford Football Club) — англійський футбольний клуб з однойменного міста , заснований у 1874 році. Виступає у Національній лізі Півдня. Домашні матчі приймає на стадіоні «Вудсайд Парк», потужністю 4 525 глядачів.